# Cassa di Risparmio della Repubblica di San Marino
La Cassa di Risparmio della Repubblica di San Marino S.p.A. è il più antico istituto di credito della Repubblica di San Marino.
Fu costituita il 1º gennaio 1882, per volontà della Società Unione Mutuo Soccorso (S.U.M.S.); si proponeva come "ultimo fine, a preferenza di ogni altro, la mutua beneficenza e la previdenza del risparmio". Le finalità originarie si possono riassumere nella raccolta del risparmio e nella garanzia di sicurezza e giusto interesse per i clienti.
I soci dell'Ente "Cassa di Risparmio della Repubblica di San Marino" nel progetto complessivo di ristrutturazione, approvato dal Comitato per il Credito ed il Risparmio e dal Congresso di Stato, con delibera n. 11 del 12 febbraio 2001, hanno approvato il 21 aprile 2001 la trasformazione di tale Ente in Fondazione San Marino - Cassa di Risparmio della Repubblica di San Marino -  S.U.M.S., scorporando l'attività bancaria che è stata conferita alla "Cassa di Risparmio della Repubblica di San Marino S.p.A.".
La nuova società, contestualmente costituita e giuridicamente riconosciuta con decreto del Tribunale Commissariale della Repubblica di San Marino del 14 luglio 2001, succede, senza soluzione di continuità, nei diritti, nelle attribuzioni e nelle situazioni giuridiche dei quali era titolare la Cassa di Risparmio della Repubblica di San Marino.
Il capitale sociale di Cassa di Risparmio di 100.634.322 euro è detenuto per l'86,29% dalla Eccellentissima Camera della Repubblica di San Marino e per il restante 13,10% dalla Fondazione San Marino - Cassa di Risparmio della Repubblica di San Marino - S.U.M.S.. Dal febbraio 2018 la Società unione di mutuo soccorso non è più azionista della banca in quanto ha venduto la propria quota del 2,59% allo Stato per 3,2 milioni di euro da pagarsi in 25 rate annuali.

## Storia
Nel corso del 2009, nell'ambito dell'inchiesta "Varano", la procura di Forlì procede all'arresto dei vertici di Cassa di Risparmio con l'accusa di riciclaggio ed esercizio abusivo dell'attività bancaria. Secondo gli inquirenti, la banca sammarinese avrebbe utilizzato Delta, un gruppo finanziario bolognese controllato da Cassa di Risparmio, come tramite per riciclare ingenti capitali. In seguito a questi eventi la Banca d'Italia pone il gruppo Delta in amministrazione straordinaria e revoca a Cassa di Risparmio l'autorizzazione a detenere partecipazioni nel capitale di Delta.
Nel 2016 la Cassa di Risparmio, in seguito al processo di valutazione degli attivi, registra una perdita di 534 milioni di euro, di cui ben 450 milioni sono relativi al portafoglio crediti del gruppo Delta. Secondo una due diligence effettuata dalla Banca Centrale della Repubblica di San Marino, la gestione della banca non solo è stata "discutibile e superficiale ma anche lontanissima da una corretta applicazione del principio della sana e prudente amministrazione". Il Governo in carica decide quella che definisce "operazione verità", che include la promozione dell'azione di responsabilità nei confronti della passata amministrazione della banca, l'iniezione di capitale fresco e la creazione di una bad bank per le sofferenze. In seguito alle ingenti perdite subite e ai conferimenti di capitale da parte dello Stato, la quota di maggioranza delle azioni è gradualmente passata nelle mani del socio pubblico. Cassa di Risparmio è di fatto la prima banca sammarinese a diventare statale.
Nell'aprile 2017 è eletto il nuovo consiglio d'amministrazione della banca, con la nomina a presidente di Nicola Romito. Alla fine di aprile la banca centrale inietta in Carisp 220 milioni di euro, mentre in giugno viene deciso il passaggio alla Cassa di Risparmio degli attivi e passivi di Asset Banca, altra banca sammarinese in difficoltà che era stata posta in amministrazione straordinaria e poi in liquidazione.
Il 24 agosto il presidente di Carisp, Nicola Romito, si dimette pochi mesi dopo la nomina. Al suo posto viene eletto Fabio Zanotti. Alla fine di ottobre è approvato il decreto che consente alla banca di distribuire le perdite, pari a circa mezzo miliardo di euro, in un arco temporale di 25 anni.
Secondo il report del gennaio 2018 del FMI c'è bisogno di una riforma della Banca Centrale e dell'economia dal momento che la Cassa di Risparmio vale da sola la metà del sistema bancario sammarinese. Il fondo stima che il ripianamento delle perdite della sola Cassa di Risparmio porterà il rapporto debito/Pil del paese dal 22% al 50%.
Nel maggio 2019 si dimette l'intero consiglio d'amministrazione della banca. Il nuovo vertice viene eletto a metà giugno con un nuovo presidente e con Franco Gallia che subentra nel ruolo di amministratore delegato all'ex direttore generale Dario Mancini. Viene anche deciso il taglio delle retribuzioni del CdA nella misura del 40%.

## Filiali

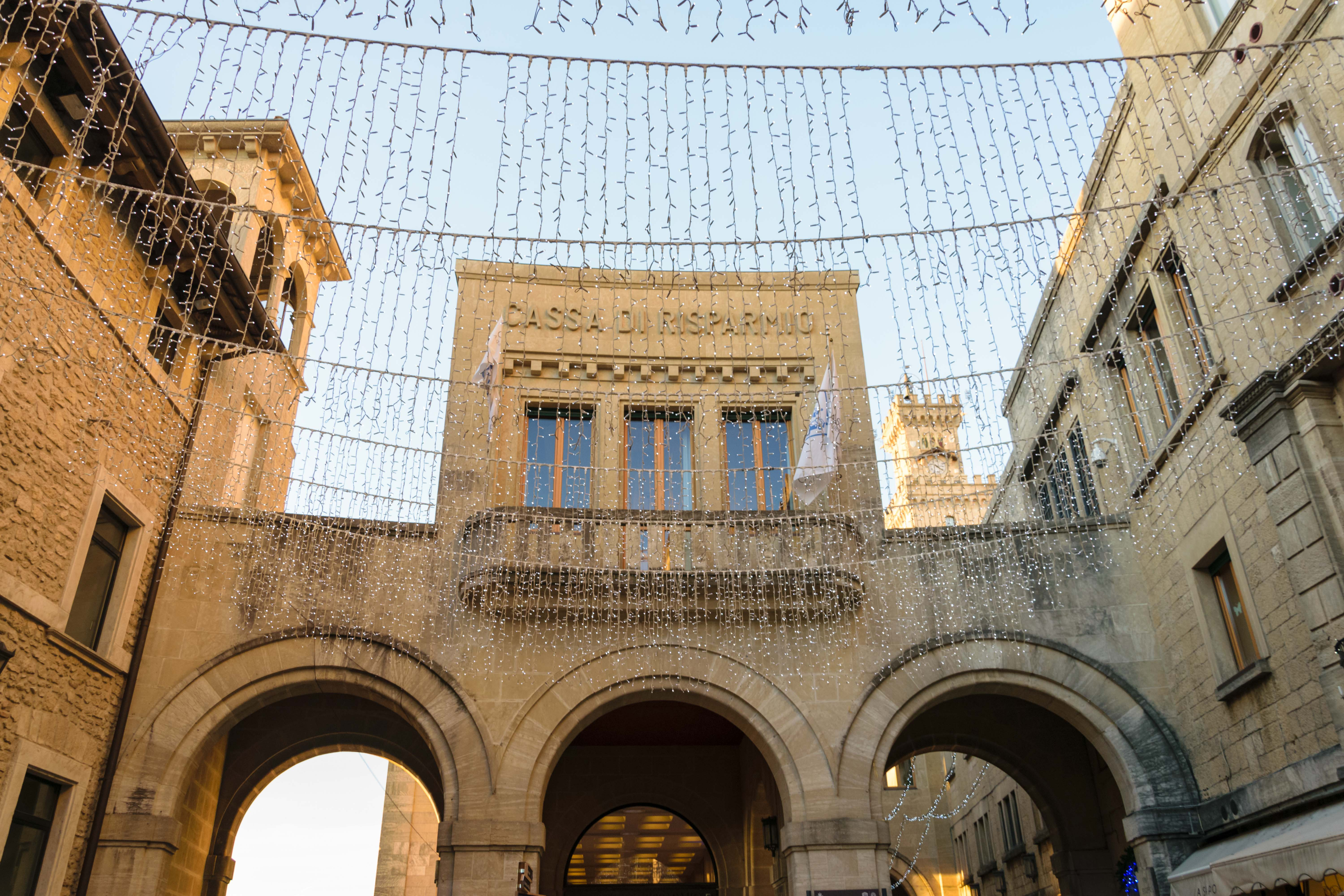
La sede principale nel centro storico della città di San Marino

- SEDE CENTRALE - Piazzetta del Titano, 2  - San Marino
- AGENZIA CENTRALE - Piazzetta del Titano, 2  - San Marino
- BORGO MAGGIORE - Via O. Scarito, 7 - Borgo Maggiore
- CAILUNGO - c/o Nuovo Ospedale - Cailungo (Borgo Maggiore)
- CHIESANUOVA - Via C. Forti, 64 - Chiesanuova
- DOGANA - Piazza M. Tini, 9 - Dogana (Serravalle)
- DOGANA AZZURRO - c/o Centro Commerciale Azzurro  - Via M. Moretti, 23 - Serravalle
- GUALDICCIOLO -  Via Rivo Fontanelle, 174 - Gualdicciolo (Acquaviva)
- MURATA - Via del Serrone, 107 - Murata (San Marino)
- PONTE MELLINI - c/o Centro Atlante - Via Tre settembre, 17 - Serravalle
- SAN MARINO CITTÀ 2 - Via G. Giacomini, 94  - San Marino
- SERRAVALLE - Piazza G. Bertoldi, 2  - Serravalle